# Leon Prauziński

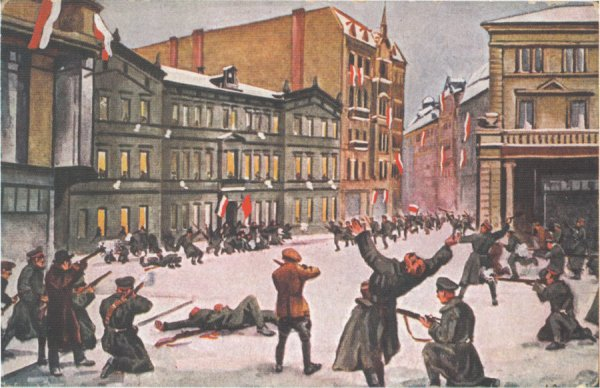
Obraz Leona Prauzińskiego przedstawiający zwycięski szturm na Prezydium Policji w Poznaniu i śmierć Franciszka Ratajczaka

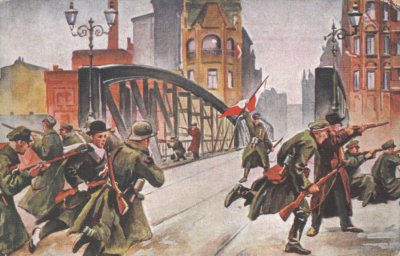
Walki przy moście Chwaliszewskim w Poznaniu na obrazie Leona Prauzińskiego

Leon Prauziński (ur. 15 maja 1895 w Poznaniu, zm. 6 stycznia 1940 tamże) – polski malarz i rysownik.

## Życiorys
Uczęszczał do gimnazjum w Ostrowie Wielkopolskim i Poznaniu. W 1915 podczas I wojny światowej został powołany do Armii Cesarstwa Niemieckiego i walczył na froncie zachodnim. Brał udział w powstaniu wielkopolskim w grupie Stanisława Nogaja: 27 grudnia 1918 brał udział w wybuchu walk powstańczych, między innymi w zdobywaniu Prezydium Policji i w walkach o most Chwaliszewski. Uczestniczył także w zdobywaniu Wolsztyna, Zbąszynia i Miejskiej Górki. Później walczył także w wojnie polsko-bolszewickiej.
W 1920 uzyskał maturę w Gimnazjum Marii Magdaleny w Poznaniu, a w 1921 ukończył szkołę podchorążych. W latach 1921–1923 Leon Prauziński, na podstawie wykonanych w czasie powstania wielkopolskiego rysunków i szkiców namalował 12 obrazów olejnych ukazujących sceny walk powstańczych. Podczas okupacji obrazy Prauzińskiego zostały zniszczone przez Niemców. Pozostały po nich jedynie pocztówkowe reprodukcje wydane w okresie międzywojennym. W latach 1923–1924 studiował na wydziale rolnym Uniwersytetu Poznańskiego. W dniu 19 kwietnia 1927 ożenił się z Ireną Masuth i miał dwóch synów: Macieja (1928) i Wojciecha (1931). W 1927 wyjechał na studia do Monachium, gdzie rok później ukończył studia na wydziale malarstwa i sztuk pięknych. Po powrocie do kraju ilustrował m.in. czasopisma i książki.
1 listopada 1939 został aresztowany przez Gestapo i osadzony w Forcie VII. W wytoczonym mu przez Niemców procesie – tragifarsie głównym dowodem jego „winy” wobec Rzeszy Niemieckiej były właśnie wspomniane obrazy, uwieczniające bohaterski czyn zbrojny powstańców wielkopolskich. Został zamordowany w Forcie VII w dniu 6 stycznia 1940.